# Боксерски клуб Раднички Ниш
Боксерски клуб Раднички Ниш основан је 1947. године као боксерска секција при Спортском клубу Раднички. Први меч његова екипа имала је 9. фебруара 1948. године, у Пироту, против тада познатог боксерског клуба Пролетер, у дворани Народног позоришта. Меч су Нишлије изгубиле са 3:7. Почетак успона БК Радничког датира 1951. године, када су отпочеле квалитетне борбе за улазак у Српску боксерску лигу. Између седам најбољих екипа, заузео је друго место и убрзо постао члан Друге савезне лиге. У тим такмичењима највећи успех су имали боксери Митровић (мува категорија) и Стефановић (тешка), који су победили све своје ривале. У такмичењима са квалитетниим екипама, Раднички напредује, тако да 1952. осваја Боксерски куп НР Србије.

## Оснивање и развој
У такмичењу за назив првака Нишког боксерског подсавеза 1954. осваја прво место, убедљиво победивши све своје противнике. Када је убрзо формирана Македонско-српска боксерска лига, он ће за собом оставити све боксерске клубове из Србије и Македоније, пласиравши се на прво место. Тај успех поновиће и 1955. године. У квалификацијама за улазак у Прву савезну лигу, крајем августа 1955. године, Раднички ће, на Градском стадиону у Чаиру, пред пет хиљада гледалаца, победити земунско Јединство резултатом 14 : 6. У реваншу, у Земуну, изгубиће меч са 9 : 11, али се пласирати у даља разигравања са победником Хрватске лиге Младошћу из Осијека. Кад је осјечка Младост савладана, Раднички је постао нишки боксерски прволигаш.

## Шампионска титула
Иако новајлија 1955/56. године Раднички заузима друго место у Првој савезној лиги, иза Војводине. Исти успех поновиће и 1957. године, оставивши иза себе Раднички Београд, Црвену звезду, Динамо, Војводину. И следећих година све до 1960. Раднички је у врху боксерског спорта, не испуштајући друго место на табели прволигаша. Године 1961/1962. постаје шампион Југославије у боксу. Овај успех остварила је екипа боксера: Енвер Мустафић, Бекташ Саћиповић, Миломир Лазаревић, Љубомир Јанковић, Бошко Станковић, Иван Павић, Себастијан Харфман, Љубомир Стефановић, Драгиша Станковић и Миша Миливојевић, са тренером Лозановићем на челу.
Убрзо после тога тренер Милибор Лозановић, са помоћником Живком Веселиновићем, оснива боксерску школу, из које ће изаћи нови млади шампиони, који ће нареде деценије бранити боје клуба, али и боје Југославије у боксу: Саћиповић, Лаловић, Отовић, Јовић, Станковић-Челик, Бошко Станковић, Чанак и Мустафић. Њима ће се придружити још неки заљубљеници племените вештине из других клубова.
До 1961. године на појединачним првенствима земље имали су највише успеха боксери Томислав Келава (велтер категорија, петоструки првак Србије и Југославије), Мирко Мацура (првак Југославије) и Љуба Стефановић (тешка категорија, првак Србије).

## Руководство клуба
На челу клуба у годинама његовог највећег успеха били су: Милош Јагодић и Љубомир Шотра, као председници, Ђорђе Милетић и Д. Вујашковић, као потпреседници, а управу су чинили: Властимир Тричковић, Миодраг Стевчић, Божа Станковић, Сретен Васић, Живојин Митић, Милош Коцић, Миодраг Феклер, Сава Драпшин и други.